# Malbolge
Malbolge är ett esoteriskt programspråk döpt efter den åttonde kretsen i helvetet i Dantes Den gudomliga komedin. Språket designades av Ben Olmstead 1998 med syftet att göra det så svårbegripligt som möjligt.

## Exempel
Detta program skriver ut "Hello World".
```
('&%:9]!~}|z2Vxwv-,POqponl$Hjig%eB@@>}=<M:9wv6WsU2T|nm-,jcL(I&%$#"
`CB]V?Tx<uVtT`Rpo3NlF.Jh++FdbCBA@?]!~|4XzyTT43Qsqq(Lnmkj"Fhg${z@>
```